# 蔡建宇
蔡建宇（1996年9月19日—）為臺灣男子籃球運動員，場上位置為前鋒。蔡建宇高中時期就讀基隆商工，在高中籃球聯賽（HBL）中與王柏智共同帶領球隊晉級八強。大學時期就讀經國管理學院，參與大專籃球聯賽（UBA）男二級賽事。畢業後蔡建宇原打算參加超級籃球聯賽新人選秀會，但因膝蓋傷勢暫緩，隔年P. LEAGUE+新竹攻城獅創立初期招募球員時，每天從基隆通勤至新莊練球參與測試，最終獲得攻城獅的合約成功加入職籃。2021年3月職業生涯初登板，命中一顆三分球得到職業生涯的首分。7月與攻城獅合約到期後遭到釋出。8月在超級籃球聯賽新人選秀會第五輪被高雄九太科技選中。2022年10月加盟T1聯盟臺南台鋼獵鷹。2023年10月與臺南台鋼獵鷹合約期滿離隊。

## 生涯數據

### P. LEAGUE+

#### 例行賽
| 賽季    | 球隊           | GP | MPG   | 2P% | 3P% | FT% | RPG | APG | SPG | BPG | PPG |
| ------- | -------------- | -- | ----- | --- | --- | --- | --- | --- | --- | --- | --- |
| 2020–21 | 新竹街口攻城獅 | 2  | 02:51 | 50  | 100 | 50  | 1   | 0   | 0   | 0   | 3.5 |

## 外部連結
- 蔡建宇在P. LEAGUE+
- 蔡建宇在Eurobasket.com（球員）（英语）
- 蔡建宇在Eurobasket.com（球員）（英语）